# Bronnamberg
Bronnamberg is een plaats in de Duitse gemeente Zirndorf, deelstaat Beieren.